# Caudron C.21
Dimensions
Le Caudron C.21 est un biplan bimoteur français construit juste après la Première Guerre mondiale, capable de transporter trois passagers dans un cockpit ouvert.

## Histoire
En 1917, Paul Deville développait pour l'armée française un avion d'observation bimoteur, lorsqu'il devint évident qu'il serait sous motorisé pour ce rôle. Il ne fut donc pas construit pendant la Première Guerre mondiale. 
Après la guerre, la conception repris et, désormais appelé C.21, le prototype est achevé fin 1918 en tant qu'avion de tourisme à quatre places.
La date du premier vol du C.21 est incertaine mais c'était avant février 1919. Les 10 et 11 février, il a acquis de la publicité avec quatre vols entre Paris et Bruxelles, soit une distance de 310 km parcourue en 140 minutes environ. Pour ces vols aller-retour le pilote étaient Pierre Chanteloup (1890-1976), accompagné du concepteur Deville, afin de récupérer les passagers d'un Caudron C.23, transformé en transport de passagers, qui avait cassé un patin arrière en Belgique. 
Le C.21 était proposé au catalogue Caudron au prix de 30 000 Francs,. Il semble qu'un seul exemplaire ait été construit, mais son architecture a été reproduite pour les bombardiers de nuit plus grands et plus puissants de Caudron le C.22 et le C.23 qui lui ont succédé.

## Description

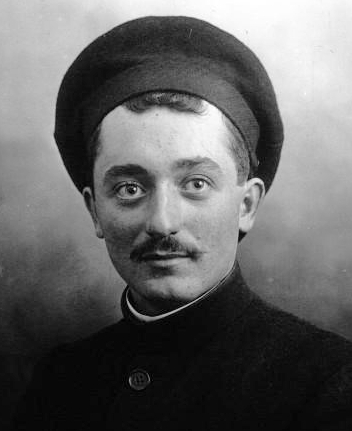
Pierre Chanteloup 1er pilote Caudron à réussir des loopings.

C'était un  biplan à trois baies, en bois aux ailes recouvertes de tissu, à corde constante, les ailes décalées se terminant par des extrémités en biais. L'aile supérieure, qui portait les ailerons, avait une envergure supérieure de 8 % et une corde plus petite. Il n'y avait pas de décalage entre les ailes, en conséquence les ensembles d'entretoises entre plans étaient verticales, renforcées à chaque baie par des câbles. 
Des paires de jambes de force en forme de V, supportaient les deux moteurs 9 cylindres en étoiles Le Rhône 9C de 80 ch (59 kW) placé au-dessus de l'aile inférieure, qui délimitaient les deux baies intérieures. Il y avait des entretoises courtes et parallèles depuis le fuselage supérieur.
Le fuselage du C.21 était à flancs presque plat, avec une arête verticale à la proue courte. Le cockpit ouvert partait de l'extremité du nez et trois passagers y étaient assis en tandem. Le cockpit du pilote était sous le bord de fuite, avec une découpe profonde pour une meilleure vision vers le haut. 
À l'arrière, une dérive longue et basse à bords droits portait une gouverne de direction à bords droits qui descendait jusqu'à la quille. Un empennage incliné monté sur le dessus du fuselage avait des gouvernes de profondeur découpées pour permettre le mouvement angulaire du gouvernail.
Le train d'atterrissage, avait des paires de roues principales sur des essieux fixés à des barres longitudinales reliées aux moteurs par des entretoises en forme de N.